# كوماغايا (سايتاما)
مدينة كوماغايا (بالإنجليزية: Kumagaya)‏ هي أحد المدن التابعة لمحافظة سايتاما. تأسست رسميًا في 01/10/2005. ويقدر عدد سكانها بـ 204853 نسمة حسب تقدير مكتب الإحصاء الياباني لعام 2012. تبلغ مساحة كوماغايا 159.88 كم2. بكثافة سكانية تبلغ 1281 نسمة/كم2.

## المناخ
يظهر الجدول التالي التغييرات المناخية على مدار السنة لكوماغايا:
| البيانات المناخية لـكوماغايا      | البيانات المناخية لـكوماغايا | البيانات المناخية لـكوماغايا | البيانات المناخية لـكوماغايا | البيانات المناخية لـكوماغايا | البيانات المناخية لـكوماغايا | البيانات المناخية لـكوماغايا | البيانات المناخية لـكوماغايا | البيانات المناخية لـكوماغايا | البيانات المناخية لـكوماغايا | البيانات المناخية لـكوماغايا | البيانات المناخية لـكوماغايا | البيانات المناخية لـكوماغايا | البيانات المناخية لـكوماغايا |
| الشهر                             | يناير                        | فبراير                       | مارس                         | أبريل                        | مايو                         | يونيو                        | يوليو                        | أغسطس                        | سبتمبر                       | أكتوبر                       | نوفمبر                       | ديسمبر                       | المعدل السنوي                |
| --------------------------------- | ---------------------------- | ---------------------------- | ---------------------------- | ---------------------------- | ---------------------------- | ---------------------------- | ---------------------------- | ---------------------------- | ---------------------------- | ---------------------------- | ---------------------------- | ---------------------------- | ---------------------------- |
| متوسط درجة الحرارة الكبرى °م (°ف) | 9.1 (48.4)                   | 9.5 (49.1)                   | 12.8 (55.0)                  | 18.8 (65.8)                  | 23.5 (74.3)                  | 25.9 (78.6)                  | 29.2 (84.6)                  | 31.4 (88.5)                  | 26.3 (79.3)                  | 21.0 (69.8)                  | 16.2 (61.2)                  | 11.6 (52.9)                  | 19.6 (67.3)                  |
| المتوسط اليومي °م (°ف)            | 3.2 (37.8)                   | 3.9 (39.0)                   | 7.0 (44.6)                   | 12.9 (55.2)                  | 17.7 (63.9)                  | 21.1 (70.0)                  | 24.6 (76.3)                  | 26.2 (79.2)                  | 21.9 (71.4)                  | 16.0 (60.8)                  | 10.6 (51.1)                  | 5.6 (42.1)                   | 14.2 (57.6)                  |
| متوسط درجة الحرارة الصغرى °م (°ف) | −1.8 (28.8)                  | −0.9 (30.4)                  | 2.0 (35.6)                   | 7.8 (46.0)                   | 12.6 (54.7)                  | 17.3 (63.1)                  | 21.2 (70.2)                  | 22.6 (72.7)                  | 18.5 (65.3)                  | 11.9 (53.4)                  | 5.9 (42.6)                   | 0.6 (33.1)                   | 9.8 (49.7)                   |
| الهطول مم (إنش)                   | 24.7 (0.97)                  | 40.8 (1.61)                  | 57.7 (2.27)                  | 86.3 (3.40)                  | 106.6 (4.20)                 | 169.8 (6.69)                 | 134.3 (5.29)                 | 159.2 (6.27)                 | 185.6 (7.31)                 | 116.8 (4.60)                 | 58.4 (2.30)                  | 27.3 (1.07)                  | 1٬167٫5 (45.98)              |
| متوسط تساقط الثلوج سم (إنش)       | 5 (2.0)                      | 9 (3.5)                      | 4 (1.6)                      | 0 (0)                        | 0 (0)                        | 0 (0)                        | 0 (0)                        | 0 (0)                        | 0 (0)                        | 0 (0)                        | 0 (0)                        | 0 (0)                        | 18 (7.1)                     |
| متوسط الرطوبة النسبية (%)         | 55                           | 56                           | 57                           | 64                           | 68                           | 76                           | 80                           | 77                           | 79                           | 72                           | 66                           | 60                           | 68                           |
| ساعات سطوع الشمس الشهرية          | 206.5                        | 179.1                        | 197.6                        | 175.2                        | 193.2                        | 123.0                        | 129.3                        | 170.8                        | 116.0                        | 149.4                        | 162.7                        | 195.0                        | 1٬997٫8                      |
| المصدر: NOAA (1961–1990)          |                              |                              |                              |                              |                              |                              |                              |                              |                              |                              |                              |                              |                              |

## معرض صور

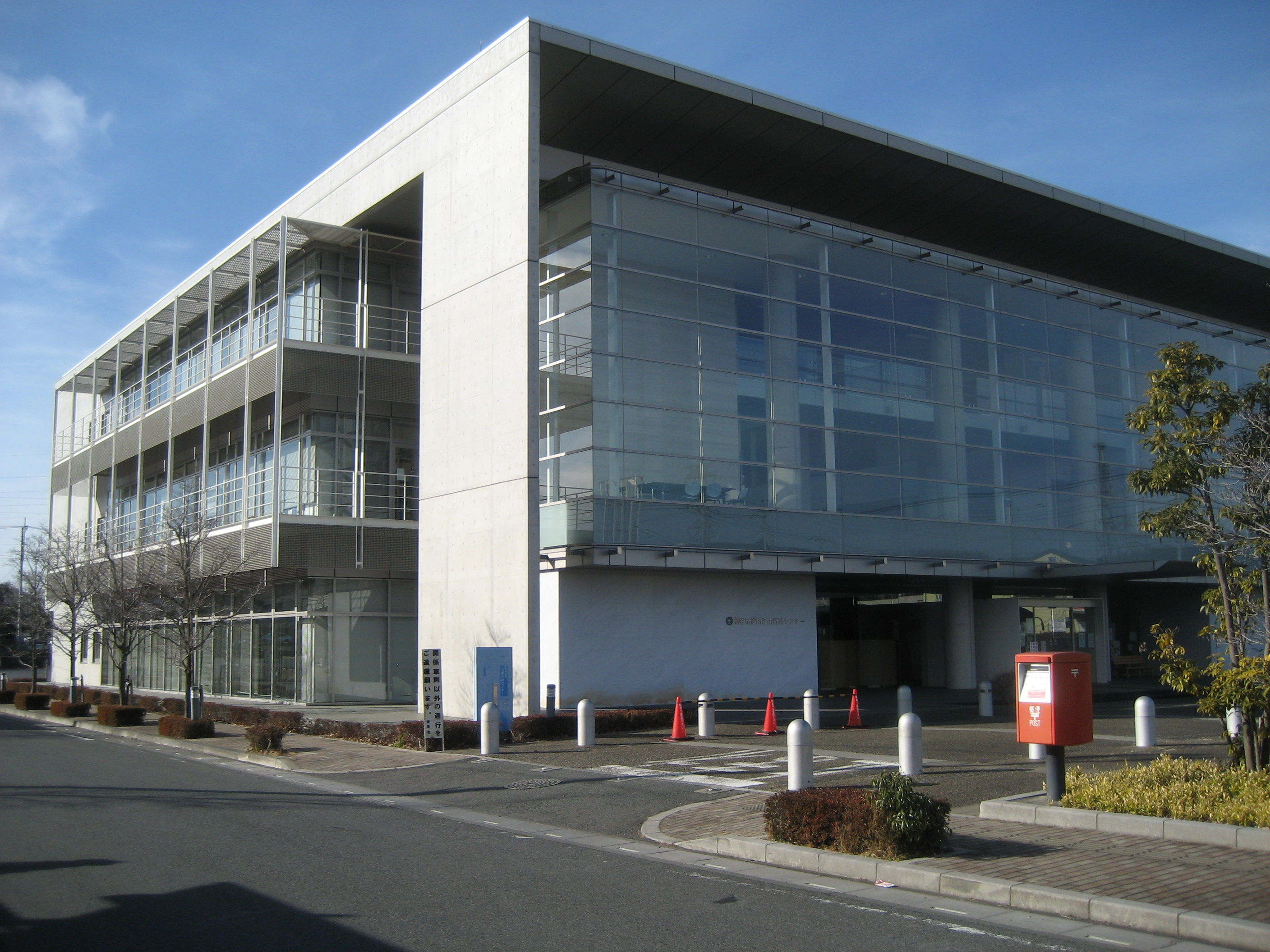
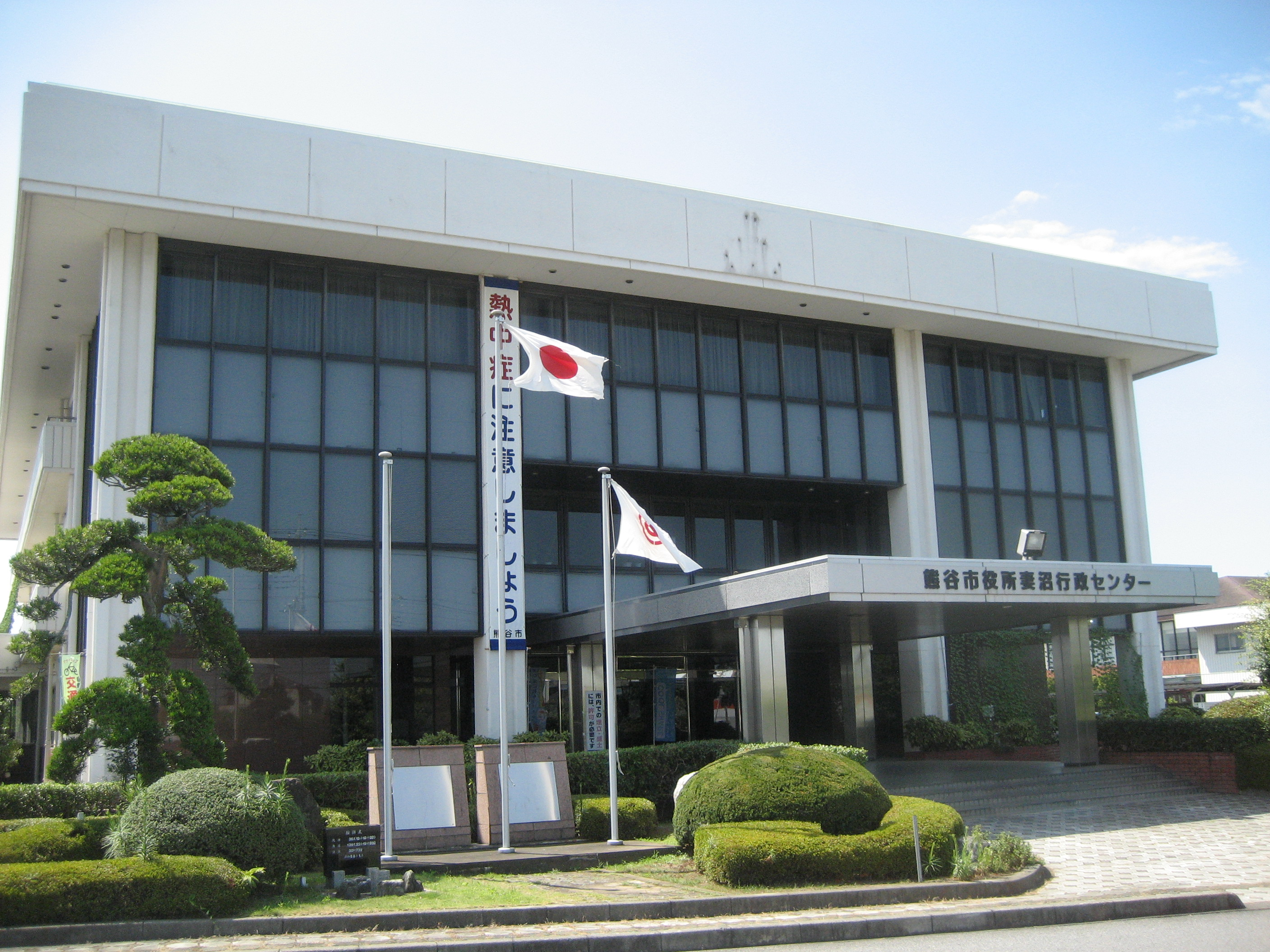
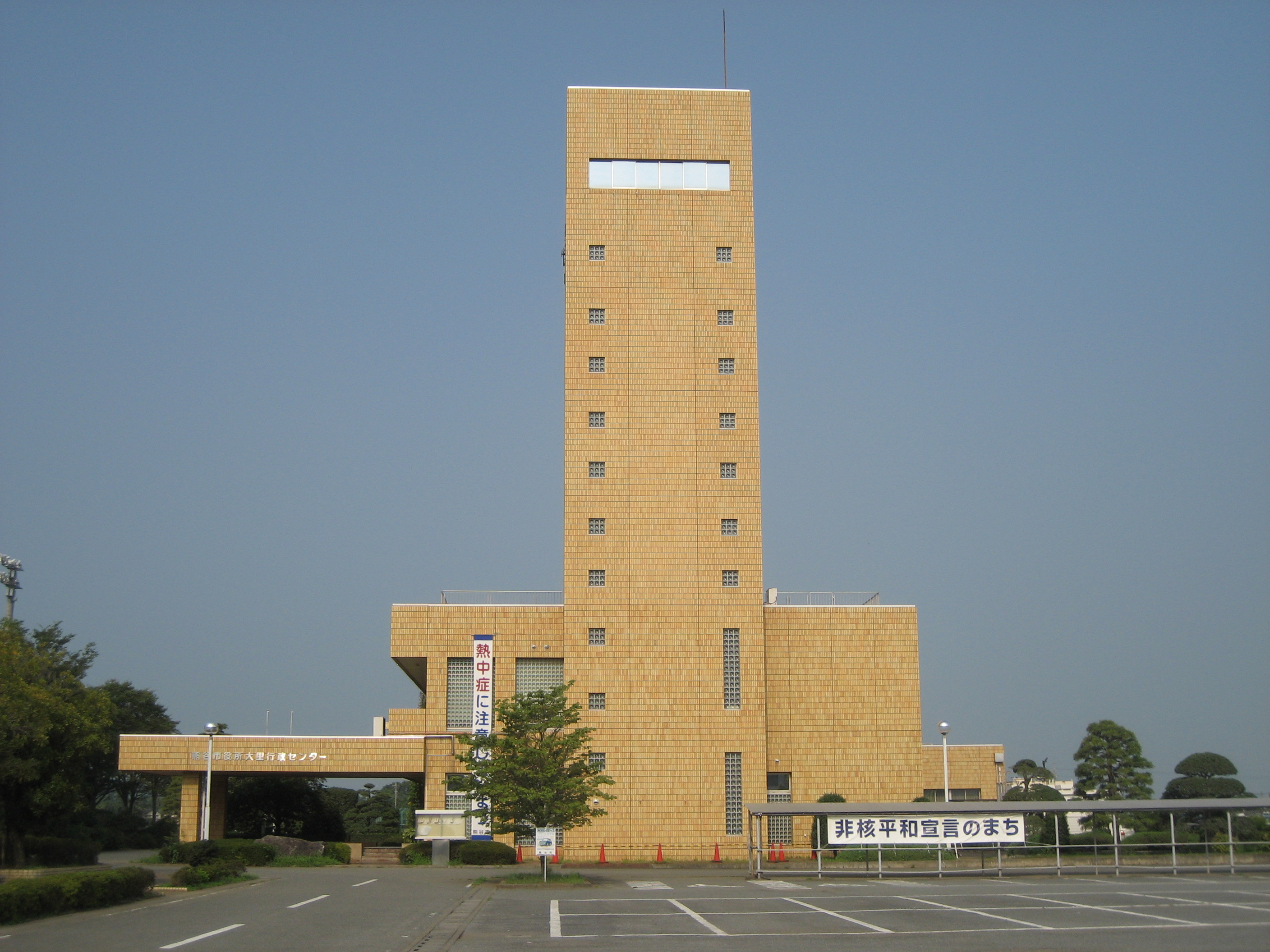
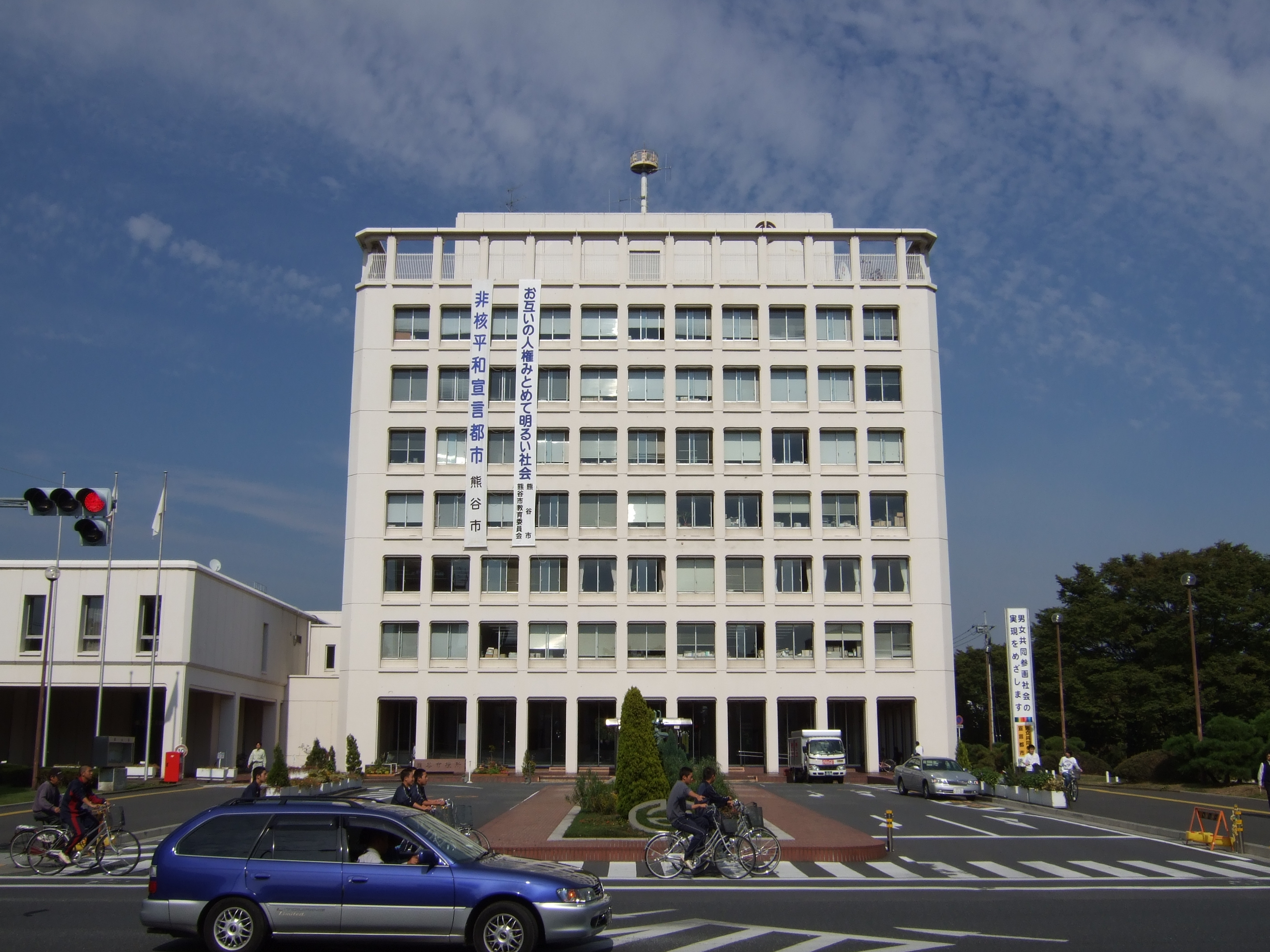

## أعلام
- هيرومي سوزوكي
- هيروكو إيموري
- ماكوتو كاكيغاوا
- نوريهيرو ياماغيشي
- توموياسو هيروسي